# Svetlobni tok
Svetlôbni tók (oznaka P) je fizikalna količina, ki pove količino izsevane svetlobne energije v časovni enoti. Celotni svetlobni tok skozi zaključeno ploskev je enak moči sevalca. Svetlobni tok je zgled energijskega toka. 
Kot svetlobni tok na enoto površine je določena gostota svetlobnega toka.
Mednarodni sistem enot določa za merjenje energijskega toka v fizikalnem merilu enoto vat, v fiziološkem pa lumen.